# Cyryl i Metody

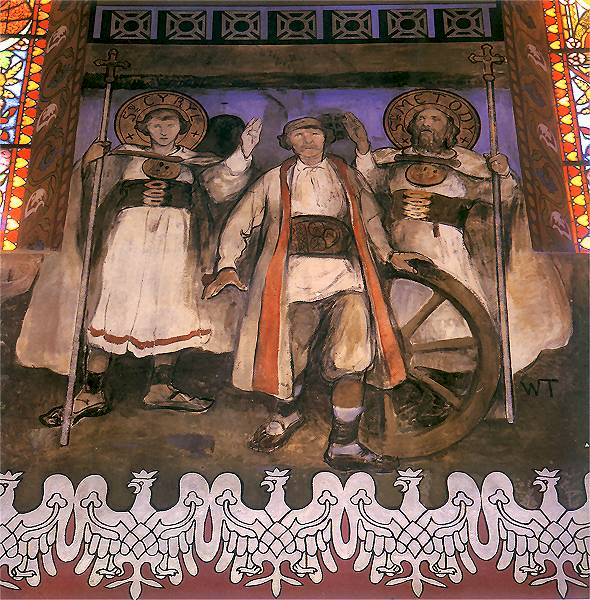
Włodzimierz Tetmajer, Cyryl i Metody, katedra św. Mikołaja Biskupa w Kaliszu

Święty Cyryl, właściwie Konstantyn (scs. Кѷрїллъ, gr. Κύριλλος, ros. Равноапостольный Кирилл; ur. ok. 827 w Salonikach (Sołuniu), zm. 14 lutego 869) i Święty Metody, właśc. Michał (scs. Мєѳодїи, gr. Μεθόδιος, ros. Равноапостольный Мефодий; ur. ok. 815, zm. 6 kwietnia 885), Bracia Sołuńscy – bizantyńscy misjonarze, którzy prowadzili w IX wieku misje chrystianizacyjne, m.in. na ziemiach zamieszkanych przez Słowian. Twórcy rytu słowiańskiego, święci kościołów katolickiego i prawosławnego nazywani apostołami Słowian (gr. Άγιοι Κύριλλος και Μεθόδιος ιεραπόστολοι των Σλάβων) i apostołami Bułgarii.

## Życie
Bracia Konstantyn i Michał pochodzili z wielodzietnej, chrześcijańskiej rodziny wysokiego, bizantyńskiego urzędnika. Konstantyn był najmłodszy z siedmiorga rodzeństwa. Ich ojciec pracował w administracji przy strategu temu Thessalonika. Niektóre późne biografie podają słowiańskie pochodzenie matki. Z tego powodu rodzice mieli posługiwać się biegle językiem słowiańskim i znać obyczaje Słowian. Według innych źródeł wszyscy mieszkańcy ówczesnej Tesaloniki mieli biegle znać języki słowiańskie. W Żywocie świętego Metodego z 885 roku znajduje się fragment wypowiedzi cesarza skierowanej do misjonarzy:

Wtedy cesarz rzekł do Konstantyna [Cyryla] ﬁlozofa: „Słyszysz-li,
ﬁlozoﬁe, słowa te? Nikt inny zdziałać tego nie potraﬁ prócz ciebie.
Owóż dam ci dary mnogie, weź z sobą brata swego ihumena Metodego,
i idź. Jesteście bowiem Tesalończykami, a wszyscy Tesalończykowie
czysto po słowiańsko mówią”.

Istnieją jednak opracowania, które wskazują na brak dowodów pochodzenia matki. Polski slawista Leszek Moszyński we Wstępie do filologii słowiańskiej pisze:

„Ich ojciec, Leon, był wyższym dowódcą wojskowym. Chociaż byli Grekami, od dzieciństwa znali także język słowiański, bowiem nie tylko okolice Sołunia, ale i jego przedmieścia zamieszkałe były przez Słowian. Jednak przypuszczenie, że ich matka, Maria, była Słowianką, nie znalazło potwierdzenia”.

Michał pełnił w młodości funkcję wysokiego urzędnika administracyjnego; prawdopodobnie był zarządcą w jednej ze słowiańskich prowincji imperium. Następnie został mnichem w kompleksie klasztornym na górze Olimp w Bitynii w Azji Mniejszej (obecnie zwanej Uludağ), gdzie przybrał imię Metody. Źródła podają, że w momencie wyruszenia z misją chrystianizacyjną na Morawy, pełnił funkcję opata jednego z klasztorów wchodzących w skład tego kompleksu.
Konstantyn po wstąpieniu do zakonu przybrał imię Cyryl. Był też nazywany Filozofem. Studiował w Konstantynopolu pod kierunkiem Focjusza i Leona Matematyka w Akademii Konstantynopolitańskiej, gdzie następnie wykładał na katedrze filozofii. Później nauczał również w szkole patriarchalnej przy Kościele Świętych Apostołów.
Początkowo bracia prowadzili misje (niekiedy mające bardziej charakter poselstwa dyplomatycznego aniżeli wyprawy chrystianizacyjnej) na Półwyspie Arabskim (najprawdopodobniej w latach 855–856), wśród Chazarów na Krymie (860-861), oraz w Bułgarii.
Następnie bracia zostali skierowani przez cesarza Michała III do Państwa wielkomorawskiego jako odpowiedź na prośbę tamtejszego władcy Rościsława, który (według ówczesnych źródeł) nie chciał, aby chrystianizację jego ludu przeprowadzało duchowieństwo włoskie, greckie czy niemieckie, bojąc się napływu błędnych nauk i pomijając jakiekolwiek polityczne implikacje tego kroku:

Rościsław, książę słowiański, ze Świętopełkiem wyprawili poselstwo [...] do cesarza Michała mówiąc tak: „Oto z łaski bożej zdrowi jesteśmy; i przybyli do nas liczni nauczyciele chrześcijańscy z Włoch, i z Grecji, i z Niemiec, a uczą nas
rozmaicie. My Słowianie, ludzi prości nie mamy nikogo, aby nam objawił
prawdę, zrozumiale ją wykładając. Dobrze Więc będzie, władco, jeśli
nam przyślesz takiego męża, który by nas we wszelkiej prawdzie
oświecił”.

Przygotowując się do działalności na nowym terenie Cyryl (wraz ze swym bratem) stworzył 38-literowy alfabet zwany głagolicą, który dosyć wiernie zapisywał fonemy języka staro-cerkiewno-słowiańskiego, zrozumiałego przez nowy lud boży. Rozpoczęli oni również z uczniami przekład Pisma Świętego i pism liturgicznych na ten język.
W roku 862 Cyryl i Metody opuścili Bizancjum, udając się z misją na Morawy. Wskutek konfliktu z klerem frankońskim, zależnym od Kościoła zachodniego, który prowadził wcześniej działalność misyjną na Morawach, obaj bracia udali się w roku 868 do Rzymu. Zjednali sobie papieża Hadriana II, który poparł ich działalność i uznał nową słowiańską liturgię, dzięki darowi na rzecz Rzymu rzekomych szczątków św. Klemensa odnalezionych na Krymie, gdzie wcześniej bracia przebywali z misją. 
Wkrótce po tym Cyryl, nie zniósłszy trudów tak dalekiej podróży, pozostał w Rzymie i tam umarł w roku 869 w jednym z klasztorów. (Informacja w ich Żywocie, że Cyryl udał się potem do Bułgarii jest nieprawdziwa – bułgaryzacja ich obu postaci nastąpiła dopiero po XI wieku). Po śmierci Cyryla jego dzieło kontynuował brat Metody, który został arcybiskupem Sirmium, z jurysdykcją nad Morawami i Panonią. Ponownie jego działalność spotykała się ze sprzeciwem niemieckiej części hierarchii kościelnej obawiającej się utraty wpływów w regionie. Podczas synodu biskupów w Bawarii (870) Metody został oskarżony o herezję i uwięziony na wyspie Reichenau na Jeziorze Bodeńskim przez władze duchowne popierane przez Ludwika II Niemieckiego. Został uwolniony dopiero po 3 latach dzięki interwencji nowego papieża Jana VIII. Udał się wtedy na dwór księcia morawskiego Świętopełka I, gdzie jako arcybiskup Moraw kontynuował swe dzieło.
Metody zmarł w roku 885, prawdopodobnie w Welehradzie na Morawach.
Działalność świętych okazała się niezwykle ważna dla kultury Słowian, popularyzując piśmiennictwo.
Obszary Słowiańszczyzny oraz Skandynawii historiograﬁa określiła mianem tzw. Młodszej Europy, w odróżnieniu od kulturowych kręgów łacińsko‐rzymskiego i grecko‐bizantyńskiego. Działalność Cyryla i Metodego uważana bywała za wzór partykularyzmu i narodowej pychy, gdyż ich działalność misyjna miała znaczącą rolę w przyjęciu chrztu przez słowiańskich władców i założenie przez nich nowych dynastii. Kościół rzymskokatolicki ujmuje to całkiem przeciwnie: w ramach denacjonalizacji działań Braci Sołuńskich i po linii nowych ponadnarodowych idei hesychazmu, popularnego po XIV wieku.

## Kult

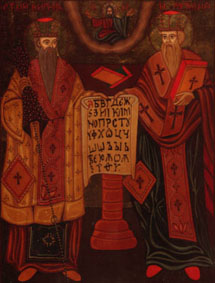
Bracia sołuńscy z alfabetem cyrylickim na ikonie bułgarskiej

W roku 1969 UNESCO obchodziło 1100. rocznicę śmierci Cyryla. Papież Jan Paweł II ogłosił Cyryla i Metodego w 1980 roku współpatronami Europy, a w 1985 r. poświęcił im encyklikę Slavorum apostoli.

## Dni obchodów
Święto liturgiczne patronów Europy, Cyryla i Metodego obchodzone jest w Kościele katolickim 14 lutego, obok św. Benedykta, którego papież Paweł VI ogłosił już wcześniej patronem Europy. Obaj święci patronują również Morawom.

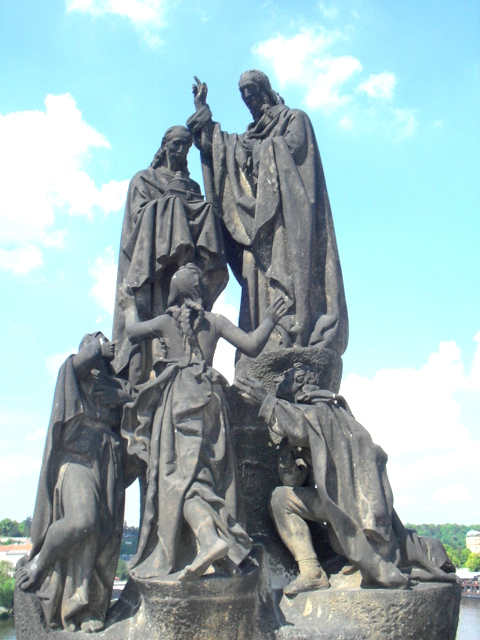
Święci Cyryl i Metody na moście Karola w Pradze

W Czechach i na Słowacji święto obchodzone jest 5 lipca, w rocznicę przybycia misjonarzy na te tereny, i ma rangę święta państwowego.
Cerkiew prawosławna świętuje ich jako „świętych równych apostołom” i to dwukrotnie:
- św. Cyryla:
  - 14/27 lutego[b], czyli 27 lutego według kalendarza gregoriańskiego,
  - 11/24 maja, czyli 24 maja, wraz ze św. Metodym,
- św. Metodego:
  - 6/19 kwietnia, czyli 19 kwietnia
  - 11/24 maja, czyli 24 maja wraz ze św. Cyrylem.

Wspominani liturgicznie jako członkowie grupy Siedmiu Apostołów Bułgarii, które to święto w obecnym Martyrologium Rzymskim obchodzi się 22 listopada, zaś prawosławiu 27 lipca lub 9 sierpnia.

## Relikwie
Relikwie św. Cyryla spoczywały w Kościele św. Klemensa w Rzymie, w 1974 zostały przekazane Cerkwi prawosławnej przez papieża Pawła VI i obecnie przechowywane są w Salonikach. Natomiast miejsce spoczynku Metodego pozostaje nieznane. Cyryl i Metody zostawili po sobie uczniów (między innymi Klimenta Ochrydzkiego lub Osława), którzy kontynuowali ich dzieło w Bułgarii; opracowali oni uproszczony graficznie alfabet wzorowany na greckim i głagolicy, który na cześć św. Cyryla nazwano cyrylicą.

## Ikonografia
W ikonografii święci przedstawiani są w stroju pontyfikalnym jako biskupi greccy lub łacińscy, zwykle trzymając w rękach model budynku kościoła. Św. Metody ukazywany jest w todze profesora, w ręce ma księgę, natomiast Cyryl przedstawiany jako młodszy ubrany jest w szatę mnicha i trzyma w dłoni zwój zapisany cyrylicą. Ich atrybutami są krzyż, księga i kielich oraz rozwinięty zwój z alfabetem słowiańskim.

## Przekłady Żywotów Cyryla i Metodego na język polski
- Żywot św. Konstantyna – Cyryla, przeł. Tadeusz Lehr-Spławiński w: Tadeusz Lehr- Spławiński, Konstantyn i Metody. Zarys monograficzny z wyborem źródeł, Warszawa 1967.
- Żywot św. Konstantyna – Cyryla, przeł. Tadeusz Lehr-Spławiński; Żywot św. Konstantyna – Cyryla, przeł. Tadeusz Lehr-Spławiński, w: Cyryl i Metody. Apostołowie i Nauczyciele Słowian, cz. 2: Dokumenty, Lublin 1991, s. 19–51.
- Żywot św. Metodego, przeł. Tadeusz Lehr-Spławiński, w: Tadeusz Lehr-Spławiński, Konstantyn i Metody. Zarys monograficzny z wyborem źródeł, Warszawa 1967.
- Żywot św. Metodego, przeł. Tadeusz Lehr-Spławiński, w: Cyryl i Metody. Apostołowie i Nauczyciele Słowian, cz. 2: Dokumenty, Lublin 1991, s. 52–64.
- Żywot św. Metodego, przeł. August Bielowski, w: Monumenta Poloniae Historica, t. 1, Lwów 1864, s. 85–122 (reprint Warszawa 1961).
- Żywoty Konstantyna i Metodego (obszerne), przeł. i oprac. Tadeusz Lehr- Spławiński, Poznań 1959 (wyd. 2 popr. Warszawa 1967).
- Żywot św. Metodego znany też jako Legenda Panońska, przeł. August Bielowski, Wydawnictwo Armoryka, Sandomierz 2011 (reprint wyd. z 1864) ISBN 978-83-62661-34-3.